# Brian Oldfield
Pour les articles homonymes, voir Oldfield.
Brian Ray Oldfield (né le 1er juin 1945 à Elgin (Illinois) et mort le 26 mars 2017 dans la même ville) est un athlète américain, spécialiste du lancer du poids.

## Biographie
Brian Oldfield participe aux Jeux olympiques de 1972 à Munich et se classe sixième de la finale du lancer du poids avec la marque de 20,91 m. 
Après les Jeux olympiques, il décide de rejoindre le circuit professionnel de l'International Track Association (ITA) et se voit exclu de toutes compétitions internationales par l'IAAF qui n'autorise alors pas aux athlètes de percevoir une compensation financière. 
Le 10 mai 1975, à El Paso, Brian Oldfield établit la marque de 22,86 m mais cette marque ne fut jamais homologuée par l'IAAF comme un nouveau record du monde.

## Palmarès
| Date | Compétition     | Lieu   | Résultat | Performance |
| ---- | --------------- | ------ | -------- | ----------- |
| 1972 | Jeux olympiques | Munich | 6e       | 20,91 m     |

## Records
| Épreuve         | Épreuve   | Performance | Lieu        | Date            |
| --------------- | --------- | ----------- | ----------- | --------------- |
| Lancer du poids | Plein air | 22,86 m     | El Paso     | 10 mai 1975     |
| Lancer du poids | Salle     | 21,64 m     | Albuquerque | 24 janvier 1981 |